# Kidnapningerne i Cleveland
Kidnapningerne i Cleveland blev foretaget af Ariel Castro (1960 - 2013) i Cleveland, Ohio, USA. Castro havde bortført Michelle Knight (bortført i 2002, da hun var 21 år), Amanda Berry (2003, 16 år) og Gine DeJesus (2004, 14 år) og holdt dem fanget i hhv. 11, 10 og 9 år.

## Fangenskabet
I begyndelsen holdt Castro kvinderne indespærret og fastlænket i et fangehul i sin kælder. Alle de kidnappede kvinder kendte Castros datter og forventede derfor ikke, at han kunne være farlig. Castro gjorde Knight gravid fem gange, alle endte med en abort. Aborterne skyldtes, at han fremprovokerede dem med spark og slag på den gravide mave, samt ved at hoppe på hendes mave og smide hende ned ad kældertrappen. Fostrene begravede han i sin baghave. Berry fødte en pige i fangenskabet.

## Frigivelsen
Kvindernes frigivelse startede med, at Berrys datter, seksårige Jocelyn, opdagede, at hendes far (Castro) var kørt væk uden hende, men det turde kvinderne i første omgang ikke at stole på, at han var, men Berry endte med at lade sin stigende desparation over indespærringen overvinde frygten for sin kidnapper. Kvinderne havde nemlig fået forbud mod at forlade førstesalen. Berry gik nedenunder, hvor hun råbte efter hjælp gennem en luge i en dør, som hun til sidst (på opfordring af en udenfor) sparkede hul i, så hun kunne komme ud. Efter at være sluppet ud, ringede hun til alarmcentralen inde fra naboen. Politiet kom ti minutter efter og befriede de to andre kvinder. DeJesus var dog i starten bange for, at politifolkene i virkeligheden var Castros venner, der var klædt ud.
De slap fri 6. maj 2013 efter at Berry havde råbt om hjælp. Nødråbet blev hørt af Charles Ramsey, der sad og spiste burgere på en McDonald's-restaurant i nærheden. Den pågældende restaurant og tretten andre i Ohio har efterfølgende lovet ham gratis brugere resten af sit liv.

## Kvinderne
Før hun blev bortført af Castro havde Knight oplevet seksuelt misbrug siden syvårsalderen, levet på sultegrænsen og ikke haft ordentlig tøj og sko i løbet af sin barndom, hvor hun også blev mobbet, led afsavn og var hjemløs. Hun har efterfølgende ikke haft kontakt med sin biologiske familie. Knight havde, som et eneste af kvinderne, et barn, da hun blev kidnappet. En søn, der blev bortadopteret. Efter sin frigivelse ændrede hun sit navn til Lily Rose Lee. På etårsdagen for sin befrielse havde hun ikke haft kontakt med sine tidligere medfanger.
Berry holdt sig efterfølgende fra offentligheden, men har skrevet en bog sammen med DeJesus, der også mestendels førte et tilbagetrukket liv efter frigivelsen.

## Gerningsmanden
Ariel Castro blev født 10. juli 1960 i Puerto Rico og flyttede efterfølgende til Cleveland, Ohio i USA, mens han stadig var barn. Han boede sammen med sin hustru og fire børn i et hus, han havde købt i 1992, men hustuen og de fire børn forlod ham i 1996 med beskyldninger om vold mod hende.
Castro (der var arbejdsløs buschauffør) blev efterfølgende anklaget for 139 voldtægter, 177 punkter vedrørende kidnapning, mord (fordi han afbrød Knights graviditer), tre overfald og besiddelse af "ulovlige værktøjer". Han erklærede sig skyldig i 937 forhold, heribandt kidnapning, voldtægt og mord. Han blev idømt fængsel på livstid, plus 1000 år. To dage efter sin dom, blev han fundet hængt i sin celle (i et lagen). Det er dog usikkert, hvorvidt der er tale om selvmord eller om det var en seksuel handling, hvor man nyder at kvæle sig selv.